# Tulchyn (huyện)
Huyện Tulchyn (tiếng Ukraina: Тульчинський район, chuyển tự: Tulchyns’kyi raion) là một huyện của tỉnh Vinnytsia thuộc Ukraina. Huyện Tulchyn có diện tích 1124 km², dân số theo điều tra dân số ngày 5 tháng 12 năm 2001 là 47761 người với mật độ 42 người/km2. Trung tâm huyện nằm ở Tulchyn.